# Marcellin de Groiseilliez
Marcellin Charles François de Groiseilliez, né à Paris le 9 octobre 1837 et mort à Auvers-sur-Oise le 28 décembre 1879, est un peintre paysagiste et graveur français.
Il fut tour à tour l'élève de Royer, Pasini, Corot et Feyen-Perrin.
Alberto Pasini fut son premier maître avec lequel il commença ses études d’après nature, empreintes d’un sentiment mélancolique. Camille Corot et Charles-François Daubigny remarquèrent ses toiles et aidés par leurs conseils, se perfectionna dans le paysagisme.
Il bâtit sa renommée grâce à ses paysages des environs de Paris, du Sud-Ouest et de Bretagne. Ses paysages parisiens s’inscrivent dans le sillage des peintres de Barbizon et de la forêt de Fontainebleau. Il fut attentif, tout au long de sa carrière, à traduire la vérité du paysage et les lumières spécifiques à chaque lieu.
Il a exposé au Salon de Paris aux côtés de Corot dont il fut l'un des élèves les plus distingués. Il remporta en 1874 la médaille 3éme classe.
Il a publié quelques eaux-fortes chez Cadart : Matinée de printemps; Pâturage de Guisseny; Port du Conquet, 1874; Avelghem près Courtrai; Coin de ferme dans la Beauce; etc.
Frère d'Hélène de Groiseilliez (1836-1925), il est l'oncle du diplomate Pierre de Fouquières et de l'homme de lettres André de Fouquières.

## Sélection d'œuvres

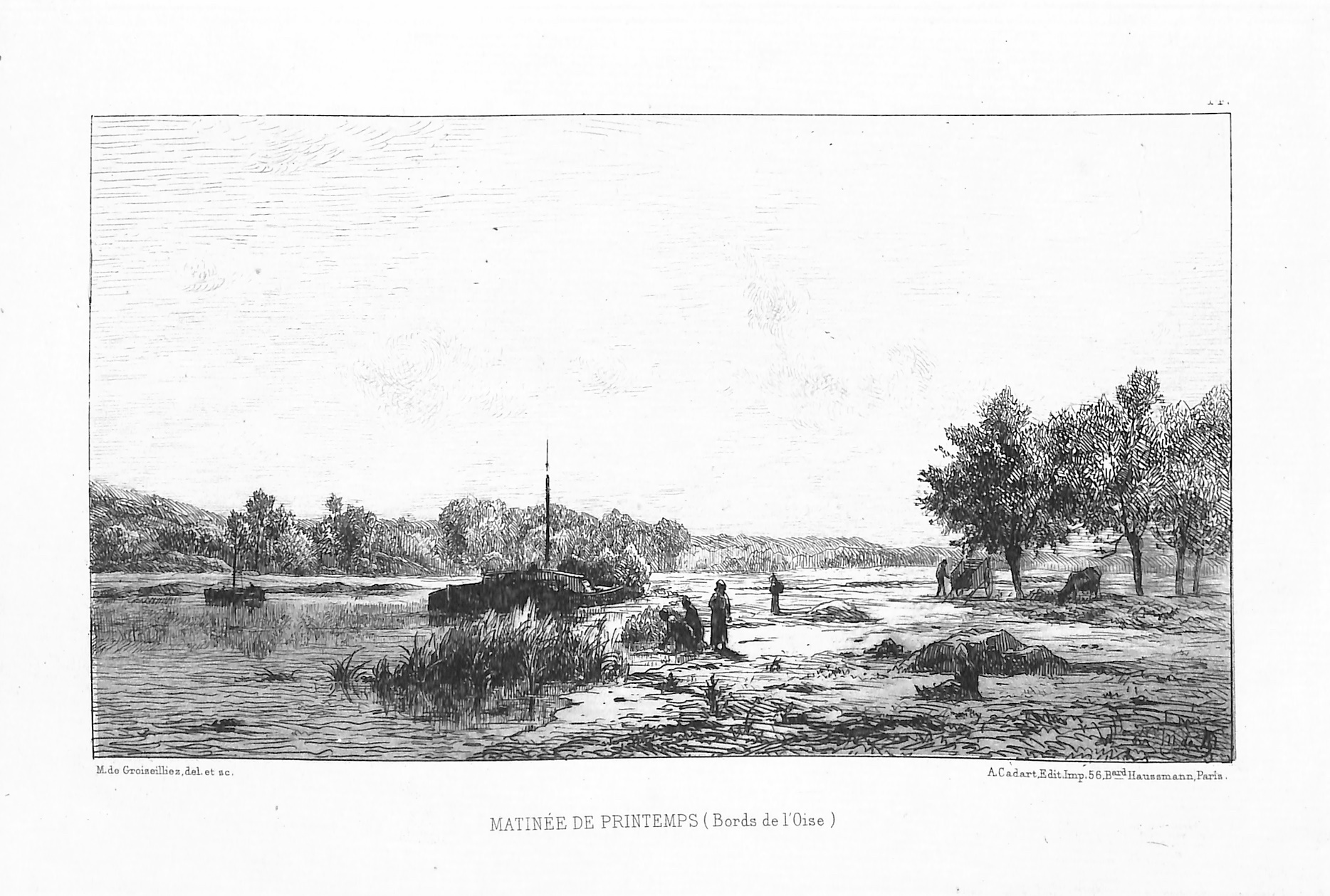
Matinée de Printemps (Bords d'Oise) - Eau-forte

- Le Printemps, dit aussi Les pommiers en fleurs, 1872, Musée des beaux-arts de Rouen
- Un rayon de soleil après la pluie au bas Meudon
- Vue prise dans la Creuse
- Vue d'Amélie-les-Bains
- Paysage de montagne au torrent
- La Plage de Saint-Malo
- Les Laveuses à Mantes
- Le Pont du Gard
- Intérieur de cour à Samois
- Maison dans la verdure à Moussy